# (12979) Evgalvasilʹev
(12979) Evgalvasilʹev (1978 SB8) – planetoida z pasa głównego asteroid okrążająca Słońce w ciągu 3,42 lat w średniej odległości 2,27 j.a. Została odkryta 26 sierpnia 1978 roku przez radziecką i ukraińską astronom Ludmiłę Żurawlową.